# ألان وير
ألان وير (بالإنجليزية: Alan Weir)‏ هو لاعب كرة قدم بريطاني في مركز الدفاع، ولد في 1 سبتمبر 1959 في ساوث شيلدز ‏ في المملكة المتحدة. لعب مع نادي هارتلبول يونايتد.